# Ongoni
Ongoni (arabisch اونقونی) ist ein Ort auf der Insel Anjouan im Inselstaat Komoren im Indischen Ozean. 1991 wurden 1280 Einwohner gezählt.

## Geographie
Ongoni liegt an der Ostküste der Insel zwischen Harembo und Bambao.
Südlich des Ortes öffnet sich das Tal von Chandra im Zentrum der Insel. Die Fiumaras Mroni Moantsi Troni, Kavelé, Madziamahili, Hamouanaïssa und Mro Tatinga münden in diesem Gebiet ins Meer.